# کیم شی اون
کیم شی اون (کره‌ای: 김시은؛ زادهٔ ۱۹ ژانویه ۱۹۹۹) بازیگر اهل کره جنوبی است. کیم به خاطر ایفای نقش در فیلم سوهی بعدی شناخته می‌شود.

## فیلم‌شناسی

### فیلم
| سال  | عنوان     | نقش         | منابع |
| ---- | --------- | ----------- | ----- |
| ۲۰۱۸ | مذاکره    | لی جونگ سوک | [ ۲ ] |
| ۲۰۲۰ | بویز بی!! | اون جی      | [ ۲ ] |
| ۲۰۲۲ | سوهی بعدی | سو هی       | [ ۳ ] |
| ۲۰۲۲ | تو و من   | ها اون      | [ ۴ ] |

### مجموعه تلویزیونی
| سال  | عنوان                 | نقش             | منابع |
| ---- | --------------------- | --------------- | ----- |
| ۲۰۱۸ | وقتی زمان متوقف می‌شود | هوا سوک         | [ ۵ ] |
| ۲۰۱۹ | بازرس ویژه کار        | دستیار مدیر اوه | [ ۶ ] |
| ۲۰۲۰ | شراکت                 | سون دوک گو      | [ ۷ ] |
| ۲۰۲۰ | ران آن                | گو یه چان       | [ ۸ ] |
| ۲۰۲۲ | جه گال مربی ذهن       | جو جی یونگ      | [ ۹ ] |

### مجموعه اینترنتی
| سال  | عنوان                  | نقش | توضیحات | منابع  |
| ---- | ---------------------- | --- | ------- | ------ |
| ۲۰۲۲ | مغز، انتخاب عاشقانهٔ تو | اِل  |         | [ ۱۰ ] |
| ن/م  | بازی مرکب              | ن/م | فصل ۲   | [ ۱۱ ] |

### برنامه تلویزیونی
| سال       | عنوان                   | نقش   | توضیحات | منابع  |
| --------- | ----------------------- | ----- | ------- | ------ |
| ۲۰۱۶–۲۰۱۷ | Live Talk! Talk! Bonnie | ها نی | ئی‌بی‌اس  | [ ۱۲ ] |
| ۲۰۱۸–۲۰۱۹ | Live Panda              |       | ئی‌بی‌اس  |        |